# Gojira (Band)
Gojira (ehemals „Godzilla“) ist eine französische Metal-Band. Die Band wurde 1996 in der Stadt Bayonne gegründet. Der Name stammt vom japanischen Originaltitel des 1950er-Jahre-Films Godzilla (japanisch ゴジラ Gojira). Gojiras Texte haben meist die Erde und Umwelt zum Inhalt und sind spirituell geprägt. Bei den Grammy Awards 2025 wurden Gojira in der Kategorie Best Metal Performance ausgezeichnet.

## Geschichte
Die Band wurde im Jahr 1996 von Sänger und Gitarrist Joseph Duplantier, seinem Bruder Mario Duplantier, der Schlagzeug spielt, und Gitarrist Christian Andreu gegründet. Unter dem Namen „Godzilla“ spielten sie einige Demos ein, die noch sehr eindeutig dem Death Metal zuzuordnen waren. Aus rechtlichen Gründen änderte man kurz vor Veröffentlichung ihres 2001 erschienenen Debütalbums Terra Incognita (lateinisch für „unbekanntes Land“) den Bandnamen in „Gojira“, mit Jean-Michel Labadie war ein neuer Bassist zur Band gestoßen.
Nachdem im Jahr 2003 ihr zweites Album The Link (englisch für „Die Verbindung“) erschienen war, wurden diverse Konzerte aufgenommen und im Rahmen einer DVD mit dem Namen The Link Alive veröffentlicht. Diese beiden Publikationen brachten ihnen einen Plattenvertrag mit dem französischen Label Listenable Records ein, welches ihr drittes Album From Mars to Sirius (englisch für „Vom Mars zum Sirius“) in Europa auf den Markt brachten. Die guten Kritiken der internationalen Fachpresse ebneten den Weg zu einem Vertrag mit dem US-amerikanischen Label Prosthetic Records, die ihr Album 2006 in Nordamerika erneut veröffentlichten. Im November desselben Jahres nahm Gojira an der US-Tour der finnischen Band Children of Bodom teil und spielte somit gemeinsam mit Amon Amarth und Sanctity. Im Frühjahr 2007 spielte die Band als Vorband für Lamb of God gemeinsam mit Trivium, Annihilator und Sanctity. Am Ende des Jahres tourte Gojira außerdem mit Behemoth und Job for a Cowboy.
Anfang 2008 stieg Joseph Duplantier in die brasilianische Band Cavalera Conspiracy ein und wirkte auf ihrem ersten Album Inflikted als Bassist mit. Gojiras viertes Studioalbum The Way of All Flesh (englisch für Der Weg allen Fleisches) wurde am 10. Oktober 2008 veröffentlicht. Als Gastmusiker wirkte der Lamb-of-God-Sänger Randy Blythe mit. Über das Album sagt Sänger Duplantier:

“This album is also a ‘requiem’ for our planet. […] We don’t want to be negative or cynical about the fate of humanity, but the situation on Earth is growing critical, and the way humans behave is so catastrophic that we really need to express our exasperation about it. It’s not fear, but anger. But we still believe that consciousness can make a difference and that we can change things as human beings.”

„Dieses Album ist auch ein Requiem für unseren Planeten. Wir wollen weder negativ noch zynisch über das Schicksal der Menschheit erscheinen, aber die Situation auf der Erde wird kritisch, und wie sich die Menschen benehmen ist so katastrophal, dass wir unseren Frust äußern müssen. Es handelt sich nicht um Angst, sondern um Wut. Aber wir glauben noch immer, dass das Bewusstsein einen Unterschied machen kann und dass wir Dinge als Menschen ändern können.“

Ab Herbst 2008 spielte Gojira gemeinsam mit Sonic Syndicate als Vorband für In Flames auf ihrer Europa- und US-Tournee. Im Frühjahr 2009 schloss sich die erste Headliner-Tour der Bandgeschichte an.
Im Jahr 2010 arbeiteten sie erstmals mit der Band Apocalyptica zusammen, woraufhin das Lied Bring Them to Light produziert wurde.
Das 2016 erschienene Studioalbum Magma ist die überhaupt erste Veröffentlichung einer französischen Band, die den ersten Platz der Billboard Top Hard Rock Albums erzielen konnte. Später folgten zwei Grammy-Nominierungen – zum einen für das Studioalbum in der Kategorie „Best Rock Album“, zum anderen für die Single Silvera im Bereich „Best Metal Performance“.
Ab Ende 2019 nahm Gojira im bandeigenen Silver Cord Studio in New York ein weiteres Album auf. Im August 2020 gab es mit einem Musikvideo zum Song Another World einen ersten Ausblick auf das neue Material, am 17. Februar 2021 erschien die Vorab-Single Born For One Thing. Das siebte Studioalbum trägt den Titel Fortitude und erschien am 30. April desselben Jahres.
Am 26. Juli 2024 trat die Band im Rahmen der Eröffnungsfeier der Olympischen Sommerspiele 2024 in Paris auf und führte gemeinsam mit der Opernsängerin Marina Viotti das Kampflied Ah! Ça ira auf. Für diese Zusammenarbeit wurde Gojira in der Kategorie Best Metal Performance bei den Grammy Awards nominiert und ausgezeichnet.

## Stil

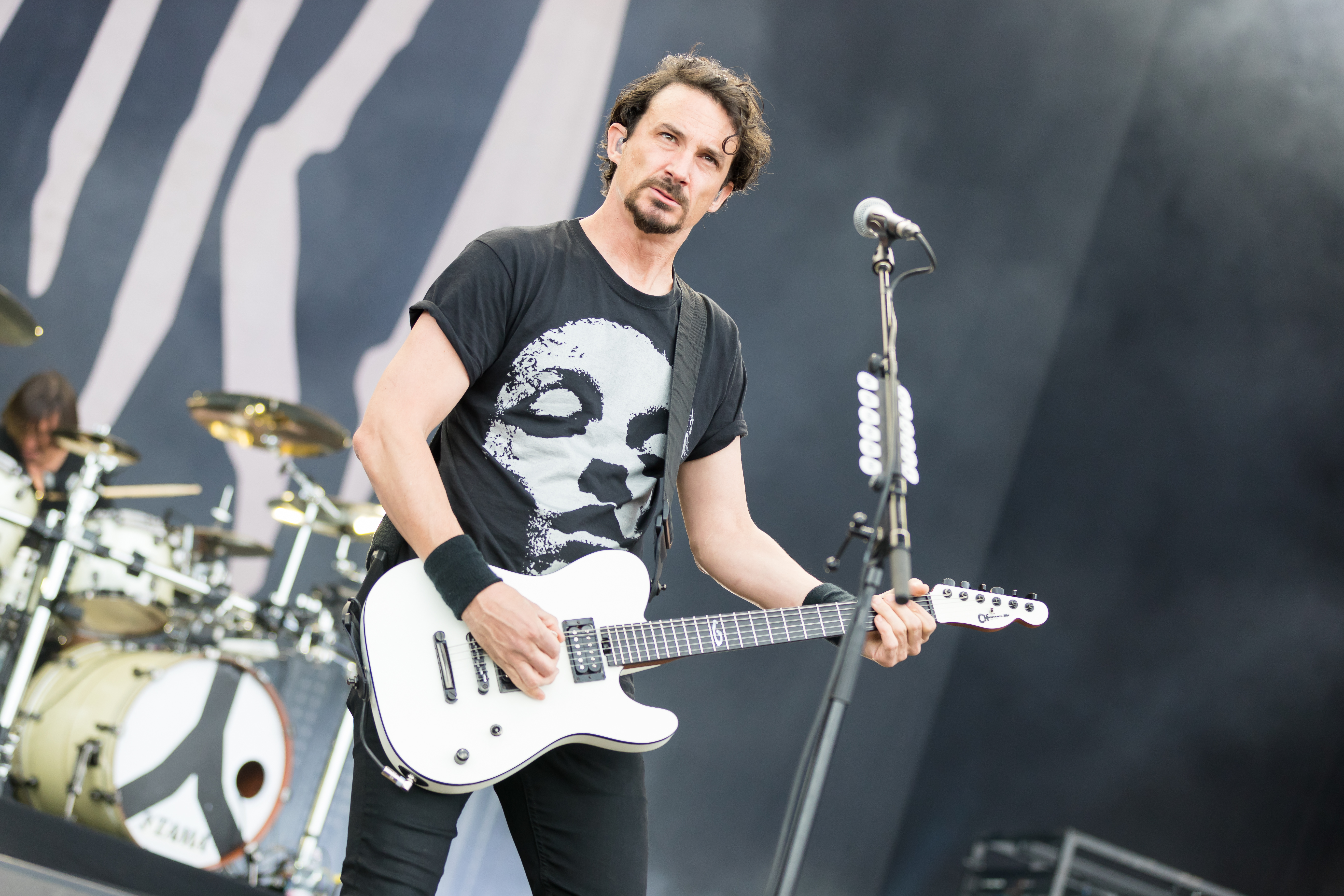
Gojira bei Rock am Ring 2017

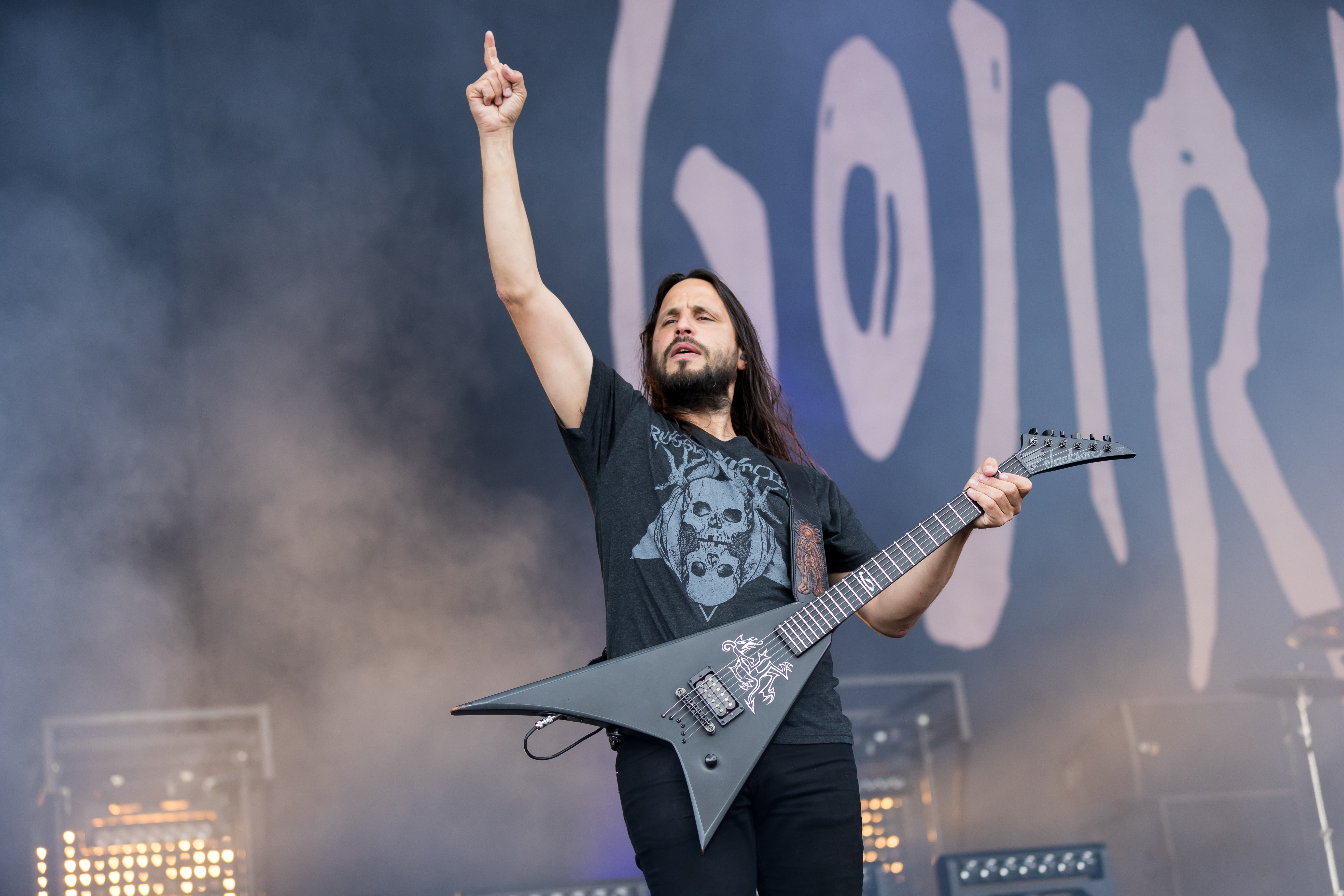
Gojira bei Rock am Ring 2017

Gojira verwenden in ihrer Musik eine große Bandbreite von Stilen, dabei spielen insbesondere Death Metal / Technical Death Metal, Thrash Metal, Progressive Metal und Groove Metal eine große Rolle. Sie werden daher gelegentlich mit Bands wie Meshuggah, Mastodon, Sepultura, Neurosis oder Morbid Angel verglichen. Musikalische Einflüsse von Gojira liegen bei verschiedenen Bands wie Death, Morbid Angel, Meshuggah, Metallica, Tool und Neurosis.
Die Band spielt einen technisch ausgefeilten, rhythmischen Metalstil mit präzisem Drumming, ungewöhnlichen Rhythmen, abgehackten „Start-Stop-Riffs“ und Breakdowns. Sie sind außerdem bekannt für die Verwendung von stimmungsvollen Elementen und Instrumentaleinlagen in ihrer Musik.
Die Musik von Gojira zeichnet sich durch progressive, ungewöhnliche Songstrukturen aus und ist frei vom oft in der populären Musik verwendeten Aufbau „Strophe – Refrain – Strophe“. Der Gesangsstil bewegt sich im Rahmen von Hardcore-typischen Shouts und Death-Metal-typischem Growling. Häufig werden Growls und klarer Gesang zusammengemischt, um einen aggressiv wirkenden, aber dennoch melodischen Effekt zu erzielen.
Die Bandmitglieder wuchsen in Bayonne auf, einer Stadt an der französischen Westküste. Die dortige malerische Landschaft und die felsige Küste veranlasste sie, sich mit der Natur und der Erde zu befassen, und stellt so einen großen Einfluss für die Thematik dar, die Gojira in ihrer Musik zum Ausdruck bringen. Die Songtexte der Band befassen sich mit Spiritualität und Aspekten des Umweltschutzes.

## Soziales Engagement
Gojira betreiben eine Kooperation mit der Umweltorganisation Sea Shepherd zum Schutze der bedrohten Meerestiere, insbesondere von Delfinen, Walen und Haien. Ein Sea-Shepherd-Schiff war zeitweise nach der Band benannt. Auf Gojira-Konzerten betreiben Mitglieder von Sea Shepherd Merchandisestände, Erlöse einer EP mit Gastbeiträgen namhafter Musiker wie z. B. Devin Townsend, Max Cavalera und Fredrik Thordendal gingen der Organisation zu.

## Diskografie
Studioalben

| Jahr | Titel Musiklabel                        | Höchstplatzierung, Gesamtwochen, AuszeichnungChartplatzierungen (Jahr, Titel, Musiklabel, Platzierungen, Wochen, Auszeichnungen, Anmerkungen) | Höchstplatzierung, Gesamtwochen, AuszeichnungChartplatzierungen (Jahr, Titel, Musiklabel, Platzierungen, Wochen, Auszeichnungen, Anmerkungen) | Höchstplatzierung, Gesamtwochen, AuszeichnungChartplatzierungen (Jahr, Titel, Musiklabel, Platzierungen, Wochen, Auszeichnungen, Anmerkungen) | Höchstplatzierung, Gesamtwochen, AuszeichnungChartplatzierungen (Jahr, Titel, Musiklabel, Platzierungen, Wochen, Auszeichnungen, Anmerkungen) | Höchstplatzierung, Gesamtwochen, AuszeichnungChartplatzierungen (Jahr, Titel, Musiklabel, Platzierungen, Wochen, Auszeichnungen, Anmerkungen) | Höchstplatzierung, Gesamtwochen, AuszeichnungChartplatzierungen (Jahr, Titel, Musiklabel, Platzierungen, Wochen, Auszeichnungen, Anmerkungen) | Anmerkungen                                             |
| Jahr | Titel Musiklabel                        | DE | AT | CH | UK | US | FR | Anmerkungen                                             |
| ---- | --------------------------------------- | --- | --- | --- | --- | --- | --- | ------------------------------------------------------- |
| 2001 | Terra Incognita Gabriel Records         | — | — | — | — | — | — | Erstveröffentlichung: 19. März 2001                     |
| 2003 | The Link Boycott Records                | — | — | — | — | — | — | Erstveröffentlichung: 18. April 2003                    |
| 2005 | From Mars to Sirius Listenable Records  | — | — | — | — | — | FR44 (3 Wo.)FR | Erstveröffentlichung: 27. September 2005                |
| 2008 | The Way of All Flesh Listenable Records | — | — | — | — | US138 (1 Wo.)US | FR28 (6 Wo.)FR | Erstveröffentlichung: 13. Oktober 2008                  |
| 2012 | L’Enfant sauvage Roadrunner Records     | DE44 (1 Wo.)DE | AT64 (1 Wo.)AT | CH23 (2 Wo.)CH | UK53 (1 Wo.)UK | US34 (2 Wo.)US | FR11 (7 Wo.)FR | Erstveröffentlichung: 26. Juni 2012                     |
| 2016 | Magma Roadrunner Records                | DE14 (2 Wo.)DE | AT9 (1 Wo.)AT | CH4 (4 Wo.)CH | UK24 (1 Wo.)UK | US24 (1 Wo.)US | FR10 Gold · (15 Wo.)FR | Erstveröffentlichung: 17. Juni 2016 Verkäufe: + 50.000  |
| 2021 | Fortitude Roadrunner Records            | DE8 (3 Wo.)DE | AT3 (3 Wo.)AT | CH4 (4 Wo.)CH | UK6 (1 Wo.)UK | US12 (1 Wo.)US | FR2 Gold · (11 Wo.)FR | Erstveröffentlichung: 30. April 2021 Verkäufe: + 50.000 |